# Kristallin struktur

Sett i mikroskop, en monokristall har atomer i nästintill perfekt periodisk ordning; en polykristall är uppbyggd av många mikroskopiska kristaller även kallad kristallit; och amorfa kristaller har ingen periodisk ordning.

Kristallin struktur är ett kemiskt begrepp och berör ämnen med en ordnad position hos ämnets atomer. Orienteringen hos ämnets atomer kan vara svag, måttlig eller stark, vilket innebär att ämnet inte behöver vara helt kristallint. Ämnets kristallografiska riktningar är därför inte slumpmässiga utan har en viss grad av struktur. Motsatsen till kristallin struktur är amorf struktur där atomernas ordning istället uppvisar slumpmässig ordning. Kristallin struktur är det normala för i naturen förekommande fasta oorganiska ämnen, metaller. Strukturen består av ett mönster, en uppsättning av atomer ordnade på ett särskilt sätt som genomgående uppvisar ordning och symmetri. Denna struktur förekommer även hos vätskor med regelbunden struktur, så kallade flytande kristaller där långsträckta molekyler ordnat sig parallellt bredvid varandra. Mönstret på ämnet befinner sig enligt ett gitter där en rad punkter upprepas regelbundet i tre dimensioner. Den kristallina strukturen och symmetrin spelar en roll för många av ämnets fysiska egenskaper, såsom klyvning, elektronisk bandstruktur och optisk transparens.